# Miroslav Holeňák
Miroslav Holeňák (* 10. února 1976, Gottwaldov) je bývalý český fotbalista a fotbalový trenér. V roce 2002 nastoupil ve třech utkáních za českou reprezentaci. Ligovou kariéru začal v sezóně 1993/94 v FC Svit Zlín. Od roku 1996 působil v týmu FC Petra Drnovice, ze kterého v roce 2000 přestoupil do FC Slovan Liberec,
se kterým v sezóně 2001/02 získal mistrovský titul. Od léta 2004 působil ve Slavii Praha, ze které 9. června 2006 odešel do rakouského klubu SV Mattersburg. Po roce se vrátil do FC Slovan Liberec, kde
na konci ligového ročníku 2010/11 ukončil kariéru. V 1. české fotbalové lize odehrál 404 zápasů a vstřelil 21 gólů. V současnosti je asistentem trenéra ve Slovanu Liberec. Je ženatý, s manželkou Ivou (bývalá ligová házenkářka) má dvě děti.